# College Football Playoff
Le College Football Playoff (CFP) est un système de compétition de football américain de niveau universitaire se déroulant après la saison régulière. Il détermine le champion national de la Division 1 de la NCAA Football Bowl Subdivision (FBS).

## Histoire
La première compétition a eu lieu après la saison régulière de 2014.
Contrairement au système ayant prévalu de 1998 à 2013 pour les BCS, les participants aux playoffs ne sont pas issus d'un classement basé sur l'informatique ou sur les sondages (polls). En effet, un comité de 13 personnes est chargé de choisir au terme de la saison régulière les 4 équipes participant aux playoffs. Il doit aussi en déterminer les têtes de série. C'est la première fois que le champion universitaire de football américain est issu d'un tournoi. Cette idée devint populaire après les saisons 2003 et 2004 qui se terminèrent sur des controverses,.
Le gagnant se voit offrir un nouveau trophée lequel remplace le célèbre ballon de cristal qui était décerné depuis 1986 au champion national universitaire. Celui-ci est à l'avenir remis au #1 du dernier classement « Coaches’ Poll » de la saison régulière. Les officiels désiraient un nouveau trophée qui ne rappellerait pas l'ancien système.
La société Dr Pepper et le comité d’organisation des College Football Playoffs annoncent le 25 mars 2014 qu'ils ont trouvé un accord portant sur six années par lequel la marque de boissons gazeuses sera le partenaire officiel des futurs playoffs ainsi que du trophée remis au champion national. Dr Pepper est déjà le principal sponsor des matchs de barrage déterminant les champions de la Pac-12 Conference et de l'ACC Conference. Cette société est aussi le partenaire des matchs de la SEC.
Pour les saisons 2014 à 2023, les playoffs se jouent à quatre équipes mais dès la saison 2024 ce nombre passe à douze équipes.

## Sélection des équipes
Le dernier classement du Comité du College Football Playoff sert de base pour déterminer les équipes participantes à la série éliminatoire (playoffs).

### Saisons 2014 à 2023
Quatre équipes issues de la saison régulière se rencontrent lors de demi-finales, les gagnants étant qualifiés pour la finale nationale constituant le nouveau College Football Championship Game.
Les six bowls majeurs accueillent dans un système de rotation les demi-finales. Cette rotation est établie sur un cycle de trois années. L'ordre de rotation pour les demi-finales a été établi comme suit :
- Année 1 : Rose et Sugar Bowl
- Année 2 : Orange et Cotton Bowl
- Année 3 : Fiesta et Peach Bowl.

Les deux demi-finales ainsi que les quatre autres bowls majeurs n'accueillant pas ces demi-finales, ont été commercialisés sous la dénomination New Year's Six. Ces six matchs se jouent sur deux jours, soit les 1er (New Year's Day) et 2 janvier.
Le match du titre est joué le premier lundi situé au minimum 6 jours après les demi-finales. L'endroit où se déroule la finale est choisi en fonction des soumissions des diverses villes intéressées, un système identique au choix du lieu du Superbowl. Ainsi, la première finale a lieu au AT&T Stadium d'Arlington au Texas le lundi 12 janvier 2015.
Le système de playoffs à quatre équipes reste en place jusqu'à la saison 2023. Ceux-ci sont retransmis par le réseau télévisé d'ESPN, celui-ci ayant acquis les droits de retransmission de tous les matchs pour une somme globale estimée à 7,3 milliards $,

### À partir de la saison 2024
Dès la saison 2024, les playoffs  mettront en présence douze (12) équipes :
- Les cinq champions de conférence les mieux classés au terme de la saison régulière sont qualifiés (classement du CFP). De ces cinq équipes, les quatre les mieux classées constituent les têtes de série 1 à 4, celles-ci étant exemptées du premier tour de la série éliminatoire ;
- Les sept autres équipes les mieux classées sont également qualifiées (un sixième champion de conférence peut donc se qualifier s'il est dans ces sept équipes). Elles participent au premier tour de la série éliminatoire avec le champion de conférence non exempté de ce tour. Ces équipes obtiennent les têtes de série 5 à 12 en fonction de leur classement CFP.

Les quatre matchs du premier tour se jouent en décembre sur le terrain des quatre équipes les mieux classées (CFP), l'équipe tête de série n°5 accueillant la n°12 la tête de série n°6 accueillant la n°11, la tête de série n°7 accueillant la n°10 et la tête de série n°8 accueillant la n°9.
Les quarts de finale et les demi-finales ont lieu à l'occasion des 6 bowls majeures dénommés New Year's Six, les quarts se jouant la veille ou le jour de l'an, les demi-finales se jouant au moins une semaine plus tard.
La finale se déroule toujours le premier lundi situé au minimum 6 jours après les demi-finales finales sur un site déterminé après soumissions.
Un champion de conférence ne peut être issu que d'une conférence comportant au moins huit équipes. Aucune conférence n'est donc automatiquement qualifiée et il n'y a aucune limite sur le nombre de participants d'une même conférence. Il en ressort que les équipes indépendantes (3 programmes) ou membres de la Pacific-12 (2 programmes) doivent au moins terminer dans les 12 premières du dernier classement du CFP pour participer au tournoi.

## Sélection des Bowls

### Saisons 2014 à 2023
Les quatre premières équipes dernier classement du College Football Playoff jouent les deux demi-finales à éliminatoire directe lors de deux bowls majeures.
Les six bowls majeurs accueillent dans un système de rotation les demi-finales. Cette rotation est établie sur un cycle de trois années. L'ordre de rotation pour les demi-finales a été établi comme suit :
- Année 1 : Rose et Sugar Bowl
- Année 2 : Orange et Cotton Bowl
- Année 3 : Fiesta et Peach Bowl.

Il n'y a pas de limite quant au nombre d'équipes issues de la même conférence pouvant participer à ces playoffs contrairement au système précédent du BCS. On pouvait ainsi imaginer retrouver 4 équipes d'une même conférence participant à ces playoffs. Cependant, pour les autres bowls majeurs, la sélection est identique au système du précédent BCS. Une place est également garantie pour une équipe d'une conférence « non-majeure »  dit « Group of Five ».
Les années où les bowls majeurs n'accueillent pas de demi-finale, ils hébergent des matchs opposant des équipes sélectionnées comme suit :
- Rose Bowl : Big Ten #1 contre Pac-12 #1
- Sugar Bowl : SEC #1 contre  Big 12 #1
- Orange Bowl : ACC #1 contre  SEC #2, Big Ten #2, ou Notre Dame
- Peach Bowl : « at-large[17] » ou « Group of Five »
- Cotton Bowl : « at-large » ou  « Group of Five »
- Fiesta Bowl : « at-large » ou « Group of Five »

#### Critères additionnels de sélection
- Le plus haut classé parmi les champions des conférences appartenant au « Group of Five » (conférences dites « mineures » soit l'American Athletic Conference, la Conference USA, la MAC, la Mountain West, et la Sun Belt) a une place garantie si cette équipe n'est pas sélectionnée pour les playoffs [16].

- Les 5 places restantes sont déterminées en fonction du classement établi par le Comité de sélection au terme de la saison régulière[16].

- Si l'année où le Rose Bowl et le Sugar Bowl hébergent les demi-finales des playoffs, le champion de la Big Ten ou celui de la SEC est éligible pour un bowl majeur ne faisant pas partie de ces playoffs, cette équipe participera d'office au Cotton Bowl, au Fiesta Bowl, ou au Peach Bowl, mais pas à l'Orange Bowl[16]

- Pour l'Orange Bowl, la SEC et la Big Ten ont la garantie d'y faire participer une de leurs équipes au moins 3 fois au cours des 8 années quand le bowl n'accueille pas de demi-finale, alors que Notre Dame ne pourra y participer au maximum qu'à deux reprises[18].

- Lors des années non-playoffs, si l'Orange Bowl prévoit une répétition d'un match de saison régulière entre équipes de l'ACC, les organisateurs du bowl peuvent choisir la meilleure équipe éligible parmi la SEC ou Big Ten ou l'équipe de Notre Dame. L'équipe de l'ACC ainsi remplacée sera incorporée dans un des trois autres bowls majeurs si elle répond aux normes de classement[19].

- Quand l'Orange Bowl est une demi-finale, le champion de l'ACC joue le Fiesta ou le Peach bowl, si le programme n'est pas sélectionné pour les playoffs.

#### Rotation desplayoffs
Liste, dates et sites des demi-finales et finales du College Football Playoff (saisons 2014 à 2023).
| Saisons | 1re 1/2 finales                       | 2e 1/2 finales                              | Dates 1/2 finales | Finales                                                                                          | Date de la finale |
| ------- | ------------------------------------- | ------------------------------------------- | ----------------- | ------------------------------------------------------------------------------------------------ | ----------------- |
| 2014–15 | Rose Bowl (Pasadena, Californie)      | Sugar Bowl (La Nouvelle-Orléans, Louisiane) | 1er janvier 2015  | College Football Championship Game 2015 AT&T Stadium,(Arlington, Texas)                          | 12 janvier 2015   |
| 2015–16 | Orange Bowl (Miami Gardens, Floride)  | Cotton Bowl (Arlington, Texas)              | 31 décembre 2015  | College Football Championship Game 2016 University of Phoenix Stadium, (Glendale, Arizona)       | 11 janvier 2016   |
| 2016–17 | Fiesta Bowl (Glendale, Arizona)       | Peach Bowl (Atlanta, Géorgie)               | 31 décembre 2016  | College Football Championship Game 2017 Raymond James Stadium, (Tampa, Floride)                  | 9 janvier 2017    |
| 2017–18 | Rose Bowl (Pasadena, Californie)      | Sugar Bowl (La Nouvelle-Orléans, Louisiane) | 1er janvier 2018  | College Football Championship Game 2018 Mercedes-Benz Stadium, (Atlanta, Géorgie)                | 8 janvier 2018    |
| 2018-19 | Orange Bowl ( Miami Gardens, Floride) | Cotton Bowl (Arlington, Texas)              | 29 décembre 2018  | College Football Championship Game 2019 Levi's Stadium (Santa Clara, Californie)                 | 7 janvier 2019    |
| 2019–20 | Fiesta Bowl (Glendale, Arizona)       | Peach Bowl (Atlanta, Géorgie)               | 28 décembre 2019  | College Football Championship Game 2020 Mercedes-Benz Superdome (La Nouvelle-Orléans, Louisiane) | 13 janvier 2020   |
| 2020–21 | Rose Bowl (Arlington, Texas)          | Sugar Bowl (La Nouvelle-Orléans, Louisiane) | 1er janvier 2021  | College Football Championship Game 2021 Hard Rock Stadium (Miami, Floride)                       | 11 janvier 2021   |
| 2021–22 | Orange Bowl                           | Cotton Bowl                                 | 31 décembre 2021  | College Football Championship Game 2022 Lucas Oil Stadium (Indianapolis, Indiana)                | 10 janvier 2022   |
| 2022–23 | Fiesta Bowl                           | Peach Bowl                                  | 31 décembre 2022  | College Football Championship Game 2023 SoFi Stadium (Inglewood, Californie)                     | 9 janvier 2023    |
| 2023–24 | Rose Bowl                             | Sugar Bowl                                  | 1er janvier 2024  | College Football Championship Game 2024 NRG Stadium (Houston, Texas)                             | 8 janvier 2024    |

### Saison 2024 et suivantes
Dès la saison 2024, les playoffs  mettent en présence douze (12) équipes (voir ci-dessus).
Les quarts de finale et les demi-finales se joueront à l'occasion des 6 bowls majeurs de Nouvel-An (New Year's Six) selon un système de rotation et sans lien avec les conférences.
La finale se déroule toujours le premier lundi situé au minimum 6 jours après les demi-finales sur un site déterminé après soumissions.
Aucune conférence n'est automatiquement qualifiée et il n'y a aucune limite sur le nombre de participants d'une même conférence.
| Saisons | 1/4 finales         | 1/4 finales                            |                     | 1/2 finales               | 1/2 finales     |                                           | Finales | Finales |
| Saisons | Bowl                | Date                                   | Bowl                | Date                      | Date            | Lieu                                      |         |         |
| 2024–25 | Fiesta Bowl         | 31 décembre 2024 en soirée             | Orange Bowl         | 9 janvier 2025 en soirée  | 20 janvier 2025 | Mercedes-Benz Stadium, Atlanta, Géorgie   |         |         |
| 2024–25 | Peach Bowl          | 1er janvier 2025 en début d'après-midi | Orange Bowl         | 9 janvier 2025 en soirée  | 20 janvier 2025 | Mercedes-Benz Stadium, Atlanta, Géorgie   |         |         |
| 2024–25 | Rose Bowl           | 1er janvier 2025 en fin d'après-midi   | Cotton Bowl Classic | 10 janvier 2025 en soirée | 20 janvier 2025 | Mercedes-Benz Stadium, Atlanta, Géorgie   |         |         |
| 2024–25 | Sugar Bowl          | 1er janvier 2025 en soirée             | Cotton Bowl Classic | 10 janvier 2025 en soirée | 20 janvier 2025 | Mercedes-Benz Stadium, Atlanta, Géorgie   |         |         |
| 2025–26 | Cotton Bowl Classic | 31 décembre 2025 en soirée             | Fiesta Bowl         | 8 janvier 2026 en soirée  | 19 janvier 2026 | Hard Rock Stadium, Miami Gardens, Floride |         |         |
| 2025–26 | Orange Bowl         | 1er janvier 2026 en début d'après-midi | Fiesta Bowl         | 8 janvier 2026 en soirée  | 19 janvier 2026 | Hard Rock Stadium, Miami Gardens, Floride |         |         |
| 2025–26 | Rose Bowl           | 1er janvier 2026 en fin d'après-midi   | Peach Bowl          | 9 janvier 2025 en soirée  | 19 janvier 2026 | Hard Rock Stadium, Miami Gardens, Floride |         |         |
| 2025–26 | Sugar Bowl          | 1er janvier 2026 en soirée             | Peach Bowl          | 9 janvier 2025 en soirée  | 19 janvier 2026 | Hard Rock Stadium, Miami Gardens, Floride |         |         |

## Le Championship Game
Toutes les villes des États-Unis, peuvent se porter candidate à l'organisation de la finale nationale. Les dirigeants examinent alors toutes ces propositions comme cela se fait d'une façon similaire pour le Super Bowl en NFL. La finale doit se tenir chaque année dans des villes différentes. Un des critères est la capacité du stade qui doit être d'au moins 65 000 spectateurs. La ville ne peut pas non plus accueillir au cours de la même année une demi-finale et la finale.
La ville d'Arlington au Texas a été choisie pour accueillir le 12 janvier 2015 dans son AT&T Stadium la première finale du CFP.
Quatre villes se sont proposées pour la finale de janvier 2016 : Glendale (University of Phoenix Stadium), Jacksonville (EverBank Field), New Orleans (Mercedes-Benz Superdome), et Tampa (Raymond James Stadium). Six  métropoles ont également remis une proposition pour janvier 2017 : San Francisco (Levi's Stadium), Minneapolis (Vikings Stadium), San Antonio (Alamodome), Miami (Sun Life Stadium), Jacksonville (EverBank Field), et Tampa (Raymond James Stadium),.
En décembre 2016, ce sont les stades de Glendale et de Tampa qui ont été choisis.

## Palmarès
| Saisons | Dates            | Événements  | Matchs                          | Matchs   | Matchs                          | Champions                     |
| ------- | ---------------- | ----------- | ------------------------------- | -------- | ------------------------------- | ----------------------------- |
| 2014–15 | 1er janvier 2015 | Sugar Bowl  | #1 Crimson Tide de l'Alabama    | 35 - 42  | #4 Buckeyes d'Ohio State        | Buckeyes d'Ohio State         |
| 2014–15 | 1er janvier 2015 | Rose Bowl   | #2 Ducks de l'Oregon            | 59 - 20  | #3 Seminoles de Florida State   | Buckeyes d'Ohio State         |
| 2014–15 | 12 janvier 2015  | Finale      | #2 Ducks de l'Oregon            | 20 - 42  | #4 Buckeyes d'Ohio State        | Buckeyes d'Ohio State         |
|         |                  |             |                                 |          |                                 |                               |
| 2015–16 | 31 décembre 2015 | Orange Bowl | #1 Tigers de Clemson            | 37 - 17  | #4 Sooners de l'Oklahoma        | Crimson Tide de l'Alabama     |
| 2015–16 | 31 décembre 2015 | Cotton Bowl | #2 Crimson Tide de l'Alabama    | 38 - 0   | #3 Spartans de Michigan State   | Crimson Tide de l'Alabama     |
| 2015–16 | 11 janvier 2016  | Finale      | #1 Tigers de Clemson            | 40 - 45  | #2 Crimson Tide de l'Alabama    | Crimson Tide de l'Alabama     |
|         |                  |             |                                 |          |                                 |                               |
| 2016–17 | 31 décembre 2016 | Fiesta Bowl | #1 Crimson Tide de l'Alabama    | 24 - 07  | #4 Huskies de Washington        | Tigers de Clemson             |
| 2016–17 | 31 décembre 2016 | Peach Bowl  | #2 Tigers de Clemson            | 31 - 0   | #3 Buckeyes d'Ohio State        | Tigers de Clemson             |
| 2016–17 | 9 janvier 2017   | Finale      | #1 Crimson Tide de l'Alabama    | 31 - 35  | #2 Tigers de Clemson            | Tigers de Clemson             |
|         |                  |             |                                 |          |                                 |                               |
| 2017–18 | 1er janvier 2018 | Sugar Bowl  | #1 Tigers de Clemson            | 06 - 24  | #4 Crimson Tide de l'Alabama    | Crimson Tide de l'Alabama (2) |
| 2017–18 | 1er janvier 2018 | Rose Bowl   | #2 Sooners de l'Oklahoma        | 48 - 54  | #3 Bulldogs de la Géorgie       | Crimson Tide de l'Alabama (2) |
| 2017–18 | 8 janvier 2018   | Finale      | #4 Crimson Tide de l'Alabama    | 26 ET 23 | #3 Bulldogs de la Géorgie       | Crimson Tide de l'Alabama (2) |
|         |                  |             |                                 |          |                                 |                               |
| 2018–19 | 29 décembre 2018 | Orange Bowl | #1 Crimson Tide de l'Alabama    | 45 - 34  | #4 Sooners de l'Oklahoma        | Tigers de Clemson (2)         |
| 2018–19 | 29 décembre 2018 | Cotton Bowl | #2 Tigers de Clemson            | 30 - 03  | #3 Fighting Irish de Notre Dame | Tigers de Clemson (2)         |
| 2018–19 | 7 janvier 2019   | Finale      | #1 Crimson Tide de l'Alabama    | 16 - 44  | #2 Tigers de Clemson            | Tigers de Clemson (2)         |
|         |                  |             |                                 |          |                                 |                               |
| 2019-20 | 28 décembre 2019 | Peach Bowl  | #1 Tigers de LSU                | 63 - 28  | #4 Sooners de l'Oklahoma        | Tigers de LSU (1)             |
| 2019-20 | 28 décembre 2019 | Fiesta Bowl | #2 Buckeyes d'Ohio State        | 23 - 29  | #3 Tigers de Clemson            | Tigers de LSU (1)             |
| 2019-20 | 13 janvier 2020  | Finale      | #1 Tigers de LSU                | 42 - 25  | #3 Tigers de Clemson            | Tigers de LSU (1)             |
|         |                  |             |                                 |          |                                 |                               |
| 2020-21 | 1er janvier 2021 | Sugar Bowl  | #2 Tigers de Clemson            | 28 - 49  | #3 Buckeyes d'Ohio State        | Crimson Tide de l'Alabama (3) |
| 2020-21 | 1er janvier 2021 | Rose Bowl   | #1 Crimson Tide de l'Alabama    | 31 - 14  | #4 Fighting Irish de Notre Dame | Crimson Tide de l'Alabama (3) |
| 2020-21 | 11 janvier 2021  | Finale      | #1 Crimson Tide de l'Alabama    | 52 - 24  | #3 Buckeyes d'Ohio State        | Crimson Tide de l'Alabama (3) |
|         |                  |             |                                 |          |                                 |                               |
| 2021-22 | 31 décembre 2021 | Cotton Bowl | #1 Crimson Tide de l'Alabama    | 27 - 06  | #4 Bearcats de Cincinnati       | Bulldogs de la Géorgie (1)    |
| 2021-22 | 31 décembre 2021 | Orange Bowl | #2 Wolverines du Michigan       | 11 - 34  | #3 Bulldogs de la Géorgie       | Bulldogs de la Géorgie (1)    |
| 2021-22 | 10 janvier 2022  | Finale      | #1 Crimson Tide de l'Alabama    | 18 - 33  | #3 Bulldogs de la Géorgie       | Bulldogs de la Géorgie (1)    |
|         |                  |             |                                 |          |                                 |                               |
| 2022-23 | 31 décembre 2022 | Peach Bowl  | #1 Bulldogs de la Géorgie       | 42 - 41  | #4 Buckeyes d'Ohio State        | Bulldogs de la Géorgie (2)    |
| 2022-23 | 31 décembre 2022 | Fiesta Bowl | #2 Wolverines du Michigan       | 45 - 51  | #3 Horned Frogs de TCU          | Bulldogs de la Géorgie (2)    |
| 2022-23 | 9 janvier 2023   | Finale      | #1 Bulldogs de la Géorgie       | 65 - 07  | #3 Horned Frogs de TCU          | Bulldogs de la Géorgie (2)    |
|         |                  |             |                                 |          |                                 |                               |
| 2023-24 | 1er janvier 2024 | Rose Bowl   | #1 Wolverines du Michigan       | 27 - 20  | #4 Crimson Tide de l'Alabama    | Wolverines du Michigan (1)    |
| 2023-24 | 1er janvier 2024 | Sugar Bowl  | #2 Huskies de Washington        | 37 - 31  | #3 Longhorns du Texas           | Wolverines du Michigan (1)    |
| 2023-24 | 8 janvier 2024   | Finale      | #1 Wolverines du Michigan       | 34 - 13  | #2 Huskies de Washington        | Wolverines du Michigan (1)    |
|         |                  |             |                                 |          |                                 |                               |
| 2024-25 | 9 janvier 2025   | Orange Bowl | #5 Fighting Irish de Notre Dame | 27 - 24  | #4 Nittany Lions de Penn State  | Buckeyes d'Ohio State (2)     |
| 2024-25 | 10 janvier 2025  | Cotton Bowl | #6 Buckeyes d'Ohio State        | 28 - 14  | Longhorns du Texas              | Buckeyes d'Ohio State (2)     |
| 2024-25 | 20 janvier 2025  | Finale      | #6 Buckeyes d'Ohio State        | 34 - 23  | #5 Fighting Irish de Notre Dame | Buckeyes d'Ohio State (2)     |

## Statistiques par équipes
Dernière mise à jour le 21 janvier 2025.
- 3 victoires
- 2 victoires
- 1 victoire au CFP

| Ex.            | G                | P | G | P | G | P | G | P |   |   |                  |
| Alabama        | SEC              | - | - | - | - | - | 6 | 2 | 3 | 3 | 2015, 2017, 2020 |
| Arizona State  | Big 12           | 1 | - | - | 0 | 1 | - | - | - | - | -                |
| Boise State    | MW               | - | - | - | 0 | 1 | - | - | - | - | -                |
| Cincinnati     | Big 12 (2023-..) | - | - | - | - | - | - | - | - | - | -                |
| Cincinnati     | AAC (..-2022)    | - | - | - | - | - | 0 | 1 | 0 | 0 | -                |
| Clemson        | ACC              | - | 0 | 1 | 0 | 0 | 4 | 2 | 2 | 2 | 2016, 2018       |
| Florida State  | ACC              | - | - | - | - | - | 0 | 1 | 0 | 0 | -                |
| Georgia        | SEC              | 1 | - | - | 0 | 1 | 3 | 0 | 2 | 1 | 2021, 2022       |
| Indiana        | Big 10           | - | 0 | 1 | 0 | 0 | 0 | 0 | 0 | 0 | -                |
| LSU            | SEC              | - | - | - | - | - | 1 | 0 | 1 | 0 | 2019             |
| Michigan       | Big 10           | - | - | - | - | - | 1 | 2 | 1 | 0 | 2023             |
| Michigan State | Big 10           | - | - | - | - | - | 0 | 1 | 0 | 0 | -                |
| Notre Dame     | Indépendants     | - | 1 | 0 | 1 | 0 | 1 | 2 | 0 | 1 | -                |
| Ohio State     | Big 10           | 1 | - | - | 1 | 0 | 3 | 3 | 2 | 1 | 2014, 2024       |
| Oklahoma       | SEC (2024-..)    | - | - | - | - | - | - | - | - | - | -                |
| Oklahoma       | Big 12 (..-2023) | - | - | - | - | - | 0 | 4 | 0 | 0 | -                |
| Oregon         | Big 10 (2024-..) | 1 | - | - | 0 | 1 | - | - | - | - | -                |
| Oregon         | Pac-12 (.-2023)  | - | - | - | - | - | 1 | 0 | 0 | 1 | -                |
| Penn State     | Big 10           | - | 1 | 0 | 1 | 0 | 0 | 1 | 0 | 0 | -                |
| SMU            | ACC              | - | 0 | 1 | 0 | 0 | 0 | 0 | 0 | 0 | -                |
| TCU            | Big 12           | - | - | - | - | - | 1 | 0 | 0 | 1 | -                |
| Tennessee      | SEC              | - | 0 | 1 | - | - | - | - | - | - | -                |
| Texas          | SEC              | - | 1 | 0 | 1 | 0 | 0 | 2 | 0 | 0 | -                |
| Washington     | Big 10 (2024-..) | - | - | - | - | - | - | - | - | - | -                |
| Washington     | Pac-12 (..-2023) | - | - | - | - | - | 1 | 1 | 0 | 1 | -                |

## Statistiques par conférences
Dernière mise à jour le 21 janvier 2025.
| Conférences  |      | Matchs | Matchs | Matchs | Matchs |   | Finales | Finales | Finales | Finales |                                    | Équipes | Équipes |  | Saison(s) du titre |
| Conférences  | Nbr. | V      | D      | %      | Nbr.   | V | D       | %       | Nbr.    | Bilan (V-D) |                                    |         |         |  | Saison(s) du titre |
| AAC          | 1    | 0      | 1      | 0      | -      | - | -       | -       | 1       | Cincinnati*** (0-1)                                                                                                  | -                                  |         |         |  |                    |
| ACC          | 13   | 6      | 7      | 46,2   | 4      | 2 | 2       | 50      | 3       | Clemson (6-5) Florida State (0-1) SMU (0-1)                                                                          | 2016, 2018                         |         |         |  |                    |
| Big Ten      | 21   | 11     | 10     | 52,4   | 4      | 3 | 1       | 75      | 7       | Indiana (0-1) Michigan (2-2) Michigan State(0-1) Ohio State (7-4) Oregon** (0-1) Penn State (2-1) Washington** (0-0) | 2014, 2023, 2024                   |         |         |  |                    |
| Big 12       | 10   | 3      | 8      | 27,3   | 1      | 0 | 1       | -       | 5       | Arizona State (0-1) Oklahoma* (0-4) TCU (1-1) Texas (2-2)                                                            | -                                  |         |         |  |                    |
| Indépendants | 6    | 3      | 3      | 50     | 1      | 0 | 1       | -       | 1       | Notre Dame (3-3) | -                                  |         |         |  |                    |
| MWC          | 1    | 0      | 1      | 0,0    | -      | - | -       | -       | 1       | Boise State (0-1) | -                                  |         |         |  |                    |
| Pac-12       | 6    | 2      | 4      | 34,0   | 2      | 0 | 2       | 0       | 2       | Oregon** (1-2) Washington** (1-2)                                                                                    | -                                  |         |         |  |                    |
| SEC          | 24   | 16     | 8      | 66,7   | 10~    | 6 | 4~      | 61,9    | 4       | Alabama (9-5) Georgia (5-2) LSU (2-0) Tennessee (0-1)                                                                | 2015, 2017, 2019, 2020, 2021, 2022 |         |         |  |                    |

Notes :
~ La finale des saisons 2017 et 2021 a opposé les deux même équipes de la SEC (Alabama et Georgia) ;
* Oklahoma a rejoint la SEC en 2024 mais était auparavant membre de la Big 12 ;
** Oregon et Washington ont rejoint la Big Ten en 2024 mais étaient auparavant membres de la Pac-12.
-   -     - Cincinnati a rejoint la Big 12 en 2023 en provenance de l'AAC

## Le premier comité de sélection
La composition du premier Comité de Sélection du CFP fut annoncé le 16 octobre 2013. Le groupe comprend 13 membres qui auront généralement un mandat de 3 ans même si cette mandature pourra être raccourcie ou allongée d'un an afin de favoriser une certaine rotation des membres,. Les membres initiaux du comité de sélection seront ,:
| Membres               | Professions                                                                | Liens avec Conférences | Fins de mandat |
| --------------------- | -------------------------------------------------------------------------- | ---------------------- | -------------- |
| Jeff Long (président) | directeur sportif d'Arkansas                                               | SEC                    | Février 2018   |
| Barry Alvarez         | directeur sportif de Wisconsin                                             | Big Ten                | Février 2017   |
| Michael C. Gould      | actuel surintendant de l'Air Force Académie                                | -                      | Février 2016   |
| Pat Haden             | directeur sportif d'USC                                                    | Pac-12                 | Février 2016   |
| Tom Jernstedt         | ancien vice-président de la NCAA                                           | -                      | Février 2018   |
| Archie Manning        | ancien quaterback en NFL et d'Ole Miss                                     | -                      | Février 2017   |
| Oliver Luck           | directeur sportif de West Virginia                                         | Big 12                 | Février 2017   |
| Tom Osborne           | ancien coach et directeur sportif de Nebraska                              | Big Ten                | Février 2016   |
| Dan Radakovich        | directeur sportif de Clemson                                               | ACC                    | Février 2018   |
| Condoleezza Rice      | ex-secrétaire d'État des États-Unis et provost de l'université de Stanford | -                      | Février 2017   |
| Mike Tranghese        | ancien délégué de l'American Athletic Conference                           | AAC                    | Février 2016   |
| Steve Wieberg         | ancien reporter de USA Today                                               | -                      | Février 2018   |
| Tyrone Willingham     | ancien coach de Stanford/Notre Dame/Washington                             | -                      | Février 2018   |

La sélection contient un actuel directeur sportif issu de chacune des 5 conférences "majeures" (ACC, Big Ten, Big 12, Pac-12, et SEC). Les autres sélectionnés sont d'anciens coachs, joueurs, directeur sportif ou administrateurs ainsi qu'un retraité des médias.
Le but était d'offrir un panel regroupant proportionnellement des directeurs sportifs actuels, d'anciens coachs et un troisième groupe de votants  à l'exclusion des actuels commissaires des conférences, coachs ou membres des médias. Au cours du processus de sélection, les organisateurs déclarèrent qu'ils désiraient un comité géographiquement équilibré. Les commissaires de conférences proposèrent plus d'une centaine de noms parmi lesquels fut choisi l'actuel comité de sélection,.
La sélection de Condoleezza Rice (ancienne secrétaire d'État US et "Provost" de l'Université de Stanford suscita quelques grincements de dents dans les milieux sportifs et dans les médias. Certaines critiques mirent en doute ses qualités, évoquant son manque d'expérience du milieu du football ainsi le fait qu'elle soit une "femme",. Le rôle de ce comité sera de sélectionner 4 équipes pour les playoffs, d'en sélectionner les têtes de séries mais également de choisir les équipes participant aux quatre autres bowls majeurs n'accueillant pas les demi-finales du CFP.
Le comité se réunira 3 à 5 fois pendant la saison régulière (une dizaine de fois tout au long de l'année), publiant un classement des équipes après chaque réunion Il n'y aura donc pas de publication hebdomadaire officielle comme on l'a connu pour le BCS système.
Les membres du comité ne pourront rendre public leurs votes. La méthode de vote prévoit plusieurs tours de scrutin et est donc un système similaire à celui utilisé en NCAA pour le basket. Il est prévu qu'un directeur sportif en fonction (et membre du comité) sera dans l'obligation de quitter la salle de réunion si son équipe est au centre d'une discussion. Il lui est de plus interdit de voter pour son équipe. Il lui sera cependant possible de rester en réunion lorsque la discussion portera sur plusieurs équipes de sa conférence.
La difficulté du calendrier sera un des principaux facteurs pris en compte par le Comité pour effectuer sa sélection. Les autres facteurs pris en considération seront les finales de conférence, les statistiques de l'équipe (nombre de victoires et défaites en saison régulière), les résultats des "tête-à-tête", ainsi que divers points comme les blessures, les conditions météo, etc.
Contrairement au système du BCS, l’AP Poll, le Coaches' Poll, l’Harris Poll comme les classements par ordinateurs ne seront plus utilisés pour sélectionner les meilleures équipes,
Le 28 octobre 2014, le Comité dévoile le premier classement des 25 meilleures équipes pour la saison en cours

### Modifications au sein du Comité
Archie Manning : à la suite de petits problèmes de santé, Archie Manning annonce le 20 octobre 2014 qu'il se retire du Comité de sélection. Il n'est pas remplacé et prévoit de revenir dans le Comité (si sa santé le lui permet) pour la saison prochaine.
Oliver Luck : Kirby Hocutt, directeur athlétique de l’université Texas Tech au terme de la saison 2014, a été choisi début février 2015 par le comité de sélection du CFP pour succéder à l’ancien directeur athlétique de West Virginia, Oliver Luck, qui a quitté ses fonctions pour rejoindre la NCAA quelques semaines auparavant. Cette nomination avait été annoncée par le commissionnaire de la conférence Big 12, Bob Bowlsby, et confirmé par Bill Hancock, le patron du College Football Playoff.

### Le second comité de sélection[44]
- Le président Jeff Long (directeur athlétique d’Arkansas) annonce son départ et est remplacé par le directeur athlétique de Texas Tech, Kirby Hocutt.
- Lloyd Carr (ancien coach de Michigan), Rob Mullens (directeur athlétique d’Oregon), Jeff Bower (ancien coach de Southern Mississippi) et Herb Deromedi (ex-directeur athlétique de Central Michigan) prennent la place de quatre membres dont le mandat a pris fin au terme de la saison 2015 : Pat Haden (directeur athlétique de USC), Tom Osborne (ex-coach de Nebraska), Mike Tranghese (ex-commissionnaire de la conférence Big East) et Mike Gould (intendant général de l’académie militaire Air Force).
- Bobby Johnson avait remplacé Archie Manning (ancien joueur d’Ole Miss) en mars 2015.

| Membres                  | Professions                                                                | Liens avec Conférences | Fins de mandat |
| ------------------------ | -------------------------------------------------------------------------- | ---------------------- | -------------- |
| Kirby Hocutt (président) | directeur sportif de Texas Tech                                            | Big 12                 | Février 2017   |
| Barry Alvarez            | directeur sportif de Wisconsin                                             | Big Ten                | Février 2017   |
| Jeff Bower               | ancien entraîneur principal de Southern Miss                               | -                      | Février 2019   |
| Lloyd Carr               | ancien entraîneur principal de Michigan                                    | -                      | Février 2019   |
| Tom Jernstedt            | ancien vice-président de la NCAA                                           | -                      | Février 2018   |
| Herb Deromedi            | ancien entraîneur principal de Central Michigan                            | -                      | Février 2019   |
| Bobby Johnson            | ancien entraîneur principal de Vanderbilt                                  | -                      | Février 2017   |
| Jeff Long                | directeur sportif d'Arkansas                                               | SEC                    | Février 2018   |
| Dan Radakovich           | directeur sportif de Clemson                                               | ACC                    | Février 2018   |
| Condoleezza Rice         | ex-secrétaire d'État des États-Unis et provost de l'université de Stanford | -                      | Février 2017   |
| Rob Mullens              | directeur sportif d'Oregon                                                 | Pac-12                 | Février 2019   |
| Steve Wieberg            | ancien reporter de USA Today                                               | -                      | Février 2018   |
| Tyrone Willingham        | ancien coach de Stanford/Notre Dame/Washington                             | -                      | Février 2018   |

### Le comité actuel
Liste des membres du comité de sélection 2024 du CFP, :
| Membre               | Profession                                                             | Début |
| -------------------- | ---------------------------------------------------------------------- | ----- |
| Chris Ault (en)      | Ancien directeur sportif et entraîneur de football de Nevada           | 2023  |
| Chet Gladchuck (en)  | Directeur sportif de l'Académie Navale (Navy)                          | 2022  |
| Jim Grobe (en)       | Ancien entraîneur de Wake Forest, Baylor et Ohio                       | 2022  |
| Warde Manuel (en)    | Directeur sportif de Michigan                                          | 2022  |
| Randall McDaniel     | Ancien joueur NFL et joueur all-american d'Arizona State               | 2024  |
| Gary Pinkel (en)     | Ancien entraîneur de Toledo et Missouri                                | 2024  |
| Mack Rhoades (en)    | Directeur sportif de Baylor                                            | 2024  |
| Will Shields         | Ancien guard offensif all-american des Cornhuskers du Nebraska         | 2021  |
| Mike Riley (en)      | Ancien entraîneur d'Oregon State et Nebraska                           | 2024  |
| David Sayler (en)    | Directeur sportif de Miami (Ohio)                                      | 2023  |
| Kelly Whiteside (en) | Ancien reporter sportif chez Newsday, Sports Illustrated, et USA Today | 2022  |
| Carla Williams (en)  | Directeur sportif de Virginia                                          | 2024  |
| Hunter Yurachek (en) | Directeur sportif d'Arkansas                                           | 2024  |

## Les recettes
En 2012, ESPN achète apparemment les droits de retransmission des 7 matchs (2 demi-finales, la finale et les 4 autres bowls majeurs) au cours des 12 années à venir pour un montant estimé à 7,3 milliards $ soit environ 608 millions $ par an. Cette somme inclus 215 million $ par an déjà signés pour les droits du Rose, du Sugar et de l'Orange bowl. Par comparaison, le contrat le plus récent avec le BCS était d'environ 2 milliards $ sur quatre ans soit 495 millions $ par an pour les cinq matchs.
Avec ces recettes, il y aura donc plus d'argent octroyé aux conférences dont les équipes se seront qualifiées pour les demi-finales ou les 4 autres bowls majeurs. Il est indiqué que cet argent sera distribué en fonction de divers critères tels que les victoires, les frais des équipes, les facteurs du marché et les résultats scolaires des étudiants-athlètes. Les équipes qui tombent sous un certain seuil de réussite scolaire seront sanctionnées en recevant moins d'argent.
Les années où le Rose Bowl n'accueillera pas de demi-finale, les recettes de ce match seront partagées entre les conférences Big Ten et Pac-12. Il en est de même pour le Sugar Bowl et l'Orange Bowl où les recettes seront partagées entre les équipes participant à ces deux bowls. Lorsque ces bowls hébergeront une demi-finale, les recettes seront redistribuées à toutes les conférences du FBS.
ESPN a payé environ 80 millions $ par an pour pouvoir retransmettre les Rose et Sugar bowls pendant les 12 prochaines années. L'Orange Bowl revient à 55 millions $ par an. En vertu des contrats signés dans le cadre des playoffs, les sites hébergeant les six bowls majeurs ne pourront plus accueillir d'autre match de football universitaire d'après-saison régulière.

## La direction
Le précédent commissaire du BCS, Bill Hancock est le directeur exécutif de l'organisation des playoffs. Michael Kely, ancien commissaire de l'ACC, en est le directeur des opérations (COO). Comme pour le BCS, le comité de gestion des playoffs se compose de commissaires issus des 10 conférences FBS ainsi que du directeur sportif de Notre Dame. Le siège de l'organisation est situé à Irving au Texas.